# Gyrus occipital supérieur
Le gyrus occipital supérieur O1 est un gyrus de la face externe du lobe occipital du cortex cérébral.
Il est séparé du gyrus occipital moyen par le sillon intra-occipital pour sa limite externe et du cuneus par le passage de la surface externe à la face interne des hémisphères.
Le gyrus occipital supérieur s'anastomose en avant avec le gyrus pariétal supérieur P1.
|                                     |                             |
| Face externe de l'hémisphère gauche | Face postérieure du cerveau |